# Chrysso lingchuanensis
Chrysso lingchuanensis är en spindelart som beskrevs av Zhu och Zhang 1992. Chrysso lingchuanensis ingår i släktet Chrysso och familjen klotspindlar. Inga underarter finns listade i Catalogue of Life.